# Sello Mojela
Sello Mojela (* 14. November 1964) ist ein ehemaliger lesothischer Boxer.
Er trat bei den Olympischen Sommerspielen 1988 in Seoul an. Im Wettbewerb Mittelgewicht verlor er in der zweiten Runde gegen Henry Maske und errang Platz 9.